# M60 Patton
M60 Patton je glavnI bojni tank uveden decembra 1960. Z ukinitvijo njihovega zadnjega ( M103 ) težkega bataljonskega tanka leta 1963 je M60 postal glavni tank vojske Združenih držav Amerike v času hladne vojne. Čeprav se je razvil iz M48 Patton , ni bila serija M60 nikoli uradno razvrščena kot tank Patton , ampak kot " izdelkov izboljšani potomec " serije Patton . V marcu 1959 se je uradno uveljavil kot 105 mm samovozni top. 
M60 doživel številne posodobitve preko svoje življenjske dobe. Notranjostna postavitev , ki temelji na zasnovi M48 , podaljšali so mu tudi življenjsko dobo za več kot štiri desetletja. Uporabljali so ga ZDA in njeni zavezniki V hladni vojni , še posebej tisti v Natu, in je še vedno v uporabi po vsem svetu še danes , čeprav je bil v ameriški vojski nadomeščen s tankom M1 Abrams. Egipt je trenutno največji operater z 1,716 tanki M60A3, Turčija je na drugem mestu s 866 nadgrajenih enot v službi in Izrael je tretji z več kot 700 enotami izraelskih tankovskih patrulj. 